# Themus schawalleri
Themus schawalleri is een keversoort uit de familie soldaatjes (Cantharidae). De wetenschappelijke naam van de soort werd in 2004 gepubliceerd door Kopetz.